# 옥천군민도서관
옥천군민도서관(沃川郡民圖書館)은 대한민국 충청북도 옥천군 소재의 도서관이다.

## 연혁
- 2011년 10월 7일 개관.

## 시설현황
- 3층 : 종합자료실(50석)
- 2층 : 디지털자료실(60석), 자유학습실(102석)
- 1층 : 어린이자료실(40석), 노인장애인실(30석), 자유학습실(102석)
- 지하1층 : 다목적실(70석), 평생학습실(40석), 소그롭강의실(6석)

## 이용 안내
이용 시간
- 어린이자료실·디지털자료실 : 화요일~일요일 09:00~18:00 (월요일 휴관)
- 종합자료실 : 화요일~일요일 09:00~ 22:00 (월요일 휴관)
- 자유학습실 : 월요일 09:00 ~ 22:00 / 화요일~일요일 07:00~22:00

휴관일
- 매주 월요일 및 국가 공휴일
- 기타 특별한 사유로 인하여 관장이 지정한 날